# Freden i Warszawa
Freden i Warszawa undertecknades den 18 november 1705 mellan Polen och Sverige under stora nordiska kriget.

## Villkor
- Bekräftande av freden i Oliva 1660.
- Inget av länderna får sluta fred med August av Sachsen utan samtycke av den andra nationen.
- Polen skall bistå Sverige i kampen mot Ryssland.
- Inget av länderna får ingå förbund som skadar motparten.
- Protestanterna i Polen får utökade rättigheter.
- För att garantera den polske kungen Leczinskis trygghet på tronen skall svenska trupper stanna kvar i Polen.
- Polen skall inte tillåta utförsel av ryska varor genom polska hamnar.
- Polen skall inte öppna nya hamnar som utgör konkurrens med Riga.
- Utökande av det polska område vars handel går över Riga.